# Urinrörsförträngning
Urinrörsförträngning (Urethral meatal stenos) är en förträngning (stenos) av återhållande öppningen (meatus) av urinröret, genom vilken urinen lämnar kroppen från urinblåsan. 
Symtom är bland annat:
- Förändrad styrka och riktning av urinstrålen
- Synlig, smal öppning av meatus hos pojkar
- Irritation, ärrbildning eller svullnad av meatus hos pojkar
- Obehag vid urinering (dysuri och frekvens)
- Inkontinens (dag eller natt )
- Blödning (hematuri) när man nästan kissat färdigt
- Urinvägsinfektion på grund av ökad känslighet för sådan på grund av förträngningen

## Orsaker
Urinrörsförträngning kan bland annat orsakas genom skada efter en olycka eller skada orsakad av urinkateter, men tillståndet kan också orsakas av könssjukdomar som ger upphov till inflammation i urinröret. Operation av förstorad prostatakörtel kan i sällsynta fall leda till att en urinrörsförträngning uppstår. Detta kan i vissa fall ske långt efter operationstillfället.